# Comté de Sarina
Le comté de Sarina est une ancienne zone d'administration locale située sur la côte est de l'État du Queensland, en Australie. Le siège du conseil était à Sarina. En 2008, il a fusionné avec la ville de Mackay et le Comté de Mirani pour former la région de Mackay.
L'économie du comté était basée sur l'agriculture, le tourisme et la production de charbon.
Le comté comprenait les villes de :
- Sarina
- Hay Point
- Dalrymple Bay
- Koumala

Localisation géographique: 21° 25′ 27″ S, 149° 13′ 01″ E